# SeaWorld Adventure Parks Tycoon
SeaWorld Adventure Parks Tycoon is een bedrijfssimulatiespel uit 2003. Het computerspel werd uitgebracht door Activision en werd in 2005 opgevolgd door SeaWorld Adventure Parks Tycoon 2.

## Gameplay
In het spel moet de speler zelf een SeaWorld-park bouwen. Daarbij heeft hij niet enkel de keuze uit verschillende dierenverblijven (met onder andere flamingo's, schildpadden en Clydesdale-paarden), maar ook de mogelijkheid om showtribunes en -bassins neer te zetten (met shows van orka's en dergelijke). Daarnaast kunnen attracties zoals achtbanen of wildwaterbanen gebouwd worden, welke gebaseerd zijn op echte SeaWorld-attracties. Tevens moet men rekening houden met de noden van de bezoekers en moet het park toiletten, winkels en restaurants bevatten. Tot slot moet de speler personeel aannemen om het park schoon en in orde te houden.